# Вудкрік (Техас)
Вудкрік (англ. Woodcreek) — місто (англ. city) в США, в окрузі Гейс штату Техас. Населення — 1770 осіб (2020).

## Географія
Вудкрік розташований за координатами 30°1′36″ пн. ш. 98°6′41″ зх. д. / 30.02667° пн. ш. 98.11139° зх. д. (30.026732, -98.111329).  За даними Бюро перепису населення США в 2010 році місто мало площу 2,80 км², уся площа — суходіл.

## Демографія
Згідно з переписом 2010 року, у місті мешкало 1457 осіб у 712 домогосподарствах у складі 445 родин. Густота населення становила 520 осіб/км².  Було 783 помешкання (279/км²).
Расовий склад населення:
| - 97,2 % — білих - 0,5 % — корінних американців - 0,4 % — азіатів - 0,1 % — чорних або афроамериканців - 1,2 % — осіб інших рас |

До двох чи більше рас належало 0,6 %. Частка іспаномовних становила 5,4 % від усіх жителів.
За віковим діапазоном населення розподілялося таким чином: 15,4 % — особи молодші 18 років, 47,5 % — особи у віці 18—64 років, 37,1 % — особи у віці 65 років та старші. Медіана віку мешканця становила 57,4 року. На 100 осіб жіночої статі у місті припадало 81,4 чоловіків;  на 100 жінок у віці від 18 років та старших — 79,1 чоловіків також старших 18 років.
Середній дохід на одне домашнє господарство  становив 69 677 доларів США (медіана — 58 438), а середній дохід на одну сім'ю — 82 278 доларів (медіана — 64 896). Медіана доходів становила 57 000 доларів для чоловіків та 53 750 доларів для жінок. За межею бідності перебувало 7,3 % осіб, у тому числі 7,9 % дітей у віці до 18 років та 5,3 % осіб у віці 65 років та старших.
Цивільне працевлаштоване населення становило 479 осіб. Основні галузі зайнятості: освіта, охорона здоров'я та соціальна допомога — 30,1 %, науковці, спеціалісти, менеджери — 12,7 %, роздрібна торгівля — 10,4 %.